# NGC 6732/1
NGC 6732/1 је елиптична галаксија у сазвежђу Змај која се налази на NGC листи објеката дубоког неба.
Деклинација објекта је + 52° 22' 39" а ректасцензија 18h 56m 24,1s. Привидна величина (магнитуда) објекта NGC 6732 износи 13,5 а фотографска магнитуда 14,5. NGC 67321 је још познат и под ознакама UGC 11381, MCG 9-31-11, CGCG 280-11, PGC 62586.